# Citrogramma henryi
Citrogramma henryi är en tvåvingeart som beskrevs av Ghorpade 1994. Citrogramma henryi ingår i släktet Citrogramma och familjen blomflugor.
Artens utbredningsområde är Sri Lanka. Inga underarter finns listade i Catalogue of Life.